# Perote
Perote är en kommunhuvudort i Mexiko.   Den ligger i kommunen Perote och delstaten Veracruz, i den sydöstra delen av landet, 200 km öster om huvudstaden Mexico City. Perote ligger 2 416 meter över havet och antalet invånare är 32 559.
Terrängen runt Perote är varierad. Runt Perote är det ganska tätbefolkat, med 86 invånare per kvadratkilometer. Perote är det största samhället i trakten. I omgivningarna runt Perote växer huvudsakligen savannskog.